# コロチン文化
コロチン文化（コロチンぶんか、英語: Kolochin culture）は、5世紀から7世紀まで続いたプラハ・ペンコフ・コロチン文化複合のうちの北東群文化。スラヴ語派の文化のひとつと推定される。
ドニエプル川上流域、キエフ周辺とその北側一帯の広大な湿地帯に広がっており、かつてのキエフ文化と地理的にほぼ一致している。100か所ほどの遺跡が知られている。点在する小村から形成される社会である。1部屋の小屋が数軒集まって小さな村を形成している。村には外敵からの防御の措置が施されておらず、開けた構造となっている。埋葬形式は火葬。河川名などによって、この地方はバルト語派の人々からその文化的影響を強く受けていることが推定される。コロチン文化は、南方からこの地へ進出してきた人々と、当地の原住民が混合し同化したもので、原住民たちはこの前の時代にはザルビンツィ文化に属していたと推測される。キエフ文化との地理的な一致から、彼らの一部はキエフ文化に属していた可能性もないとはいえない。もしこの原住民たちがバルト語派の言語を話していたか、あるいはスラヴ語派の言語であっても、バルト語派の影響を強く受けた言語を話していたとすれば、この文化においてはスラヴ語とバルト語の間での互いの言語的交換が頻繁に行なわれていたものと考えられる。